# A Little Less Conversation
«A Little Less Conversation» (укр. «Трохи менше балачок») — пісня, яку написали Мак Девіс і Біллі Стрендж для фільму 1968 року Live a Little, Love a Little, в якому її виконав Елвіс Преслі. Коли пісня вийшла як сингл, вона стала незначним хітом у США, посівши 69 сходинку у Billboard Hot 100. 2002 року ремікс цієї пісні у виконанні Junkie XL стає світовим хітом, очоливши чарти синглів в дев'яти країнах.
Пісня багато разів зустрічалася у популярній культурі, і була виконана багатьма виконавцями.